# Slavia (banda)
Slavia es una banda noruega de black metal formada en 1997.

## Historia
Slavia fue una banda de Noruega de black metal formada por Jonas Raskolnikov Christiansen de Kongsberg en 1994 bajo el nombre de Dreygjarnir. Finalmente se cambió el nombre a Slavia en 1997. La banda estaba situada en Bergen después de que Christiansen se mudara allí por estudios universitarios, y cogiera miembros de bandas tales como Taake, Deathcult, Disiplin, Enslaved y Black Flame. El 17 de noviembre de 2011, el vocalista Jonas fue encontrado muerto en su apartamento. Murió de cáncer de colon, el cual se había extendido a su hígado, pulmones y a la garganta. Con él siendo el único miembro grabador oficial y compositor (todos los demás miembros sólo eran utilizados para tocar en directo o para los álbumes de estudio) la existencia de la banda cesó tras su muerte.

### Última formación conocida (2010)
- Jonas Raskolnikov Christiansen (4 de diciembre de 1979 - 16 de noviembre de 2011) - vocal
- Hoest - bajo
- Thurzur - guitarra
- Aindiachai - guitarra
- M:A Fog - batería
- Mr. Roy Kronheim - bajo

## Discografía
- Spectral Fascination (demo) (1998)
- Collective Trash (demo) (1999)
- Not of This World (demo) (1999)

*Gloria in Excelsis Sathan (demo) (2001) lanzadapor Drakkar Productions. Limitada a 666 copias.
- Collective Black Trash (demo) (2002)
- Promo 2002	(demo) (2002)

*Norwegian Black Terror Assault (7" EP) (2003) lanzado por Drakkar Productions. Limitada a 500 copias.
- Promofuck 2003 (demo) (2003)
- C.O.D. (demo) (2004)
- Styrke og Visjon (demo) (2006)

*Strength and Vision (CD) (2007) lanzado por Drakkar Productions. Limitado a 1000 copias.
*Strength and Vision (Digipack) (2008) nueva versión + 7 canciones bonus en directo desde Hole in the Sky - Festival 2007. Lanzado por Drakkar Productions. Limitado a 2000 copias.
*Strength and Vision (12" LP) (2008) nueva versión, disco de vinilo, incluyendo un póster en tamaño A3. Lanzado por Drakkar Productions. Limitado a 500 copias.
*Integrity and Victory(CDR Promo) (2011) Lanzado por Anti Christiansen Media y No Pride In Life Records. Limitado a 79 copias.
*Integrity and Victory(Jewelcase CD) (2011) Lanzado por Drakkar Productions.
*Integrity and Victory (12" LP) (2011) anzado por Drakkar Productions.